# مدارس مسك
مدارس مسك، تأسست مدارس مسك في مدينة (الرياض) عام 1437هـ/2016م بمبادرة من صاحب السمو الملكي الأمير محمد بن سلمان بن عبد العزيز آل سعود - حفظه الله – لبناء مدارس متطوّرة لطلاب وطالبات المراحل التعليمية من الروضة وحتى الثانوية، وهي تتبع مؤسسة محمد بن سلمان بن عبدالعزيز أل سعود غير الربحية.

## دورها
تُعنى بتقديم نموذجًا تعليميًّا ينطلق من أصول التعلم القائم على المشاريع، والتعلم بالتجربة بهدف تزويد الطلبة بالمهارات المعرفية والأكاديمية والاجتماعية.

## مجالات الاهتمام
تهتم مدارس مسك في توفير بيئة تعليمية شاملة ومُتكاملة تقدّم فيها مناهج مُبتكرة ودولية تُعطى باللغة الإنجليزية، ويحظى كل طالب بمسار تعلّمي خاص وفقًا لاحتياجاته الفردية، ويؤخذ بالاعتبار أسلوبه في التعلم والوتيرة التي تناسبه. وتُنفَّذ العملية التعليمية في مجموعات صغيرة، تُدمَج فيها التقنية لتنمية إبداعاتهم وغرس روح المبادرة فيهم

## منهج التعليم الرقمي
تركز مدارس مسك على التعليم الرقمي وكيفية استخدام الطلبة للموارد الرقمية ليتغير دورهم من مستهلكين للمعلومات إلى منتجين للمحتوى الرقمي، لتعزيز قيمهم التعليمية، ويدعم التعليم الرقمي في مدارس مسك أسلوب التعلّم النشط، وتُستخدم التقنية في عرض محتوى المنهج وشرحه بدلًا من تدريسها على أنها مادةٌ منفصلة.

## مدارس مسك ورؤية 2030
تتمحور جهود مدارس مسك في المساهمة بتحقيق رؤية السعودية ٢٠٣٠، وهي خطة تحوّل وطنية طموحة واسعة النطاق لخلق اقتصاد أكثر تنوّعاً مدعوماً بأساس اقتصادي واجتماعي مُستدام وطويل المدى، وتدعو الرؤية المعلمين والأسر للتضافر بهدف رعاية وتربية الجيل القادم ليتمكّنوا من بناء طموحاتهم وغرس الحس بالمسؤولية بداخلهم ومساعدتهم على توسيع مداركهم وبناء شخصياتٍ تتّسم بأعلى المعايير الدولية. ونظراً لأن متوسط عمر السعوديين هو ٢٢ عامًا و٦٣٪ من سكان المملكة هم دون سن ٣٠* عاما، لذا يُعدّ التعليم عاملاً أساسياً في تحقيق هذه الرؤية.

## الحرم المدرسي
يقع الحرم المدرسي الجديد لمدارس مسك ضمن حدود مدينة الأمير محمد بن سلمان غير الربحية في الرياض، ويضم الحرم المدرسي الذي تبلغ مساحته 210 آلاف م2 تسعة مبان مدرسية منفصلة لطلبتها الذكور والإناث من سن الثالثة وحتى الثامنة عشرة، وبطاقة استيعابية تزيد عن 1000 طالب وطالبة.

### تصميمه
ويستند التصميم للحرم المدرسي على تكوين مساحة مرنة قابلة للتكيف بطراز معماري حديث يركز على تعزيز فكرة المجتمع وتجذير القيم وتغذية الروح لكل مرتاديه. كما أن المباني يتخللها ضوء الشمس لتجعل روادها يشعرون بالراحة والترحيب. إلى جانب الاهتمام المناظر الطبيعية وتوفي أماكن للتمرين والاسترخاء والدراسة وبناء العلاقات والتواصل الاجتماعي.

## وصلات خارجية
- مدارس مسك